# Младеновац (футбольный клуб)
«Младеновац» (серб. ФК Младеновац) — сербский футбольный клуб из общины Младеновац в округе Белград в центральной Сербии. Клуб основан в 1924 году, домашние матчи проводит на арене «Селтерс», вмещающем 5000 зрителей. В Суперлиге команда никогда не выступала, лучшим результатом является 3-е место в Первой лиге в сезоне 2001/02.

## Статистика сезонов
| Сезон   | Дивизион                       | Место | Кубок |
| ------- | ------------------------------ | ----- | ----- |
| 2004/05 | Лига Белграда                  | 1-е   |       |
| 2005/06 | Первая лига                    | 12-е  |       |
| 2006/07 | Первая лига                    | 11-е  |       |
| 2007/08 | Первая лига                    | 17-е  |       |
| 2008/09 | Лига Белграда                  | 13-е  |       |
| 2009/10 | Лига Белграда                  | 13-е  |       |
| 2010/11 | Лига Белграда                  | 1-е   |       |
| 2011/12 | Первая лига                    | 12-е  |       |
| 2012/13 | Первая лига                    | 16-е  | 1/16  |
| 2013/14 | Лига Белграда                  | 16-е  | 1/32  |
| 2014/15 | Муниципальная лига Младеновица | 1-е   |       |
| 2015/16 | Первая лига Белграда Группа C  | 2-е   |       |